# مس(I) برمید
برمید مس(I) (به انگلیسی: Copper(I) bromide) با فرمول شیمیایی CuBr یک ترکیب شیمیایی است. که جرم مولی آن 143.45 g/mol می‌باشد. شکل ظاهری این ترکیب، پودر سبز است.